# Isla Montague
Die Isla Montague ist eine Insel vor der Mündung des Colorado River in den Golf von Baja California in der mexikanischen Gemeinde Mexicali.
Die in Nord-Süd-Richtung maximal 32 km lange Insel ist Teil des Deltas des Colorado. Dort herrscht mit bis zu 10 m einer der höchsten Tidenhube der Welt, so dass die Insel bei Flut vollständig verschwindet. Ihre maximale Ausdehnung bei Ebbe ist 132,8 km². Obwohl die Inseln im Delta sich mit der Zeit stark verändert haben, ist Montague bereits auf einer Karte aus dem Jahr 1873 zu sehen.
Östlich von Montague liegen die kleineren Inseln Gore und Pelícano.

## Ökologie
Das Klima in der Region ist extrem heiß und arid, der durchschnittliche jährliche Niederschlag liegt bei 60 mm. Die Isla Montague hat aufgrund der Bedingungen im Delta ihre Gestalt wie ihre Ökologie stark verändert. Das einzige Wasser, das das Delta erreicht, sind landwirtschaftliche Abwässer.
Sieben Spezies von Wasservögeln brüten auf der Isla Montague. Die Insel ist eines von zwei bekannten Brutgebieten der Schmuckseeschwalbe (Sterna elegans) in Mexiko. Im Verlauf von zwei Jahren ging eine große Zahl von Nestern durch Überflutung verloren, aber nur wenige durch Prädatoren. Die Brutvögel auf der Isla Montague reagierten stark auf El Niño, wobei Weißbauchtölpel durch Blaufußtölpel ersetzt wurden, und die Zahl mancher Seeschwalben wie der Scherenschnäbel (Rynchops) nahm zu.
Isla Montague ist einer der wenigen Orte, wo die gefährdete Colorado-Delta-Muschel (Mulinia coloradoensis) zu finden ist. Diese Spezies war einst an der Mündung des Colorado River reichlich vorhanden, nun existiert sie nur noch an wenigen isolierten Plätzen. Dieser Niedergang wird mit der zunehmenden Versalzung des Wassers durch den Colorado erklärt.

## Bodenschätze
1981 entdeckte der staatliche mexikanische Mineralölkonzern PEMEX Erdgas in der Gegend.
Dies führte zu einem Gerangel um Öl- und Gas-Konzessionen in der nahe gelegenen Stadt Yuma (Arizona). Die Gegend wurde auch auf ihre Brauchbarkeit für ein Gezeitenkraftwerk untersucht.